# Minnertsga
Minnertsga (en frison : Minnertsgea) est un village de la commune néerlandaise de Waadhoeke, dans la province de Frise.

## Géographie
Le village est situé à 8 km au nord de Franeker.

## Histoire
Minnertsga fait partie de la commune de Het Bildt avant le 1er janvier 2018, où celle-ci est supprimée et fusionnée avec Franekeradeel, Menameradiel et une partie de Littenseradiel pour former la nouvelle commune de Waadhoeke.

## Démographie
Le 1er janvier 2018, le village comptait 1 765 habitants.